# Набока Сергій Вадимович
Сергі́й Вади́мович Набо́ка (26 квітня 1955, Тула — 18 січня 2003, Вінниця) — борець за незалежність України у XX столітті, український журналіст, дисидент, громадський діяч.

## Життєпис
Народився 26 квітня 1955 р. у м. Тула (Російська РФСР) в родині журналістів. Мати — відома українська журналістка (журнал «Україна») і громадська діячка Катерина Зеленська (1931), батько Вадим Іванович, журналіст (1931).
Закінчив факультет журналістики Київського державного університету ім. Т. Г. Шевченка (навчався там у 1976—1981).
У 1980—1981 працював редактором у видавництві «Мистецтво» .
У 1980 став співзасновником Київського демократичного клубу. Того ж року разом з однодумцями склав листівку із закликом підтримати Бойкот літніх Олімпійських ігор 1980 у зв'язку з війною в Афганістані. Згодом брав участь у створенні «Маніфесту», в якому йшлося про узурпацію влади в СРСР.
Був заарештований 11 січня 1981 р. під час розклеювання листівок напередодні Дня українського політв'язня. Йому інкримінували розповсюдження антирадянських листівок, написання «наклепницьких» віршів і статей, участь у складанні маніфесту про внутрішньополітичне становище СРСР і тексту «Перспективи заповнення духовного вакууму радянського суспільства». 29 червня засуджений до 3 років позбавлення волі за ст. 187-1 КК УРСР. Перебував у кримінальному таборі № 78 (с. Райківці, Хмельницька область).
Звільнившись у 1984, повернувся до Києва. Працював двірником у Києво-Печерській лаврі, потім бібліотекарем, вантажником. За перебудови брав участь у відродженні Української Автокефальної Православної Церкви.
Автор збірки поезій «Увага № 0» (К., 2003).

Могила Сергія Набоки, Байкове кладовище

Раптово помер 18 січня 2003 року, під час службового відрядження, у відомчому готелі при виправно-трудовому закладі Вінниці, де раніше перебував в ув'язненні. Пройшла інформація про те, що гостру «серцеву недостатність» могли викликати препарати, які були застосовані до Сергія під час перебування у ліжку (укол).
Інформацію про причину смерті свого чоловіка Інна Чернявська-Набока, лікар за професією, надала після повернення з Вінниці, де в неї була можливість поспілкуватися з колегами Сергія і судмедекспертом, які проводили експертизу тіла померлого. За її словами, експертиза підтвердила, що Сергій Набока помер через гостру серцеву недостатність. Повідомлення деяких ЗМІ про підозрілий характер смерті журналіста спростував також колега померлого Андрій Охримович, співробітник «Радіо Свобода», який був у відрядженні разом із Сергієм Набокою. За його словами, напередодні вони разом із Сергієм і журналісткою «Радіо Свобода» Надією Шерстюк записали кілька інтерв'ю у в'язниці, де відбувають покарання засуджені до довічного ув'язнення. Увечері журналісти повечеряли, після чого розійшлися. Причому, за словами Охримовича, під час вечері всі вони їли те саме. Андрій Охримович жив в одному номері із Сергієм Набокою і саме він знайшов колегу вже мертвим о 3:30 ранку суботи, 18 січня.
Похований у Києві, на Байковому кладовищі (ділянка № 49б, 50°25′2.20″ пн. ш. 30°30′4.15″ сх. д. / 50.4172778° пн. ш. 30.5011528° сх. д.).

## Громадська і політична діяльність
У 1987—1989 рр. — один із засновників та голова Українського культурологічного клубу.
Восени 1988 р. прийняв запрошення студента історичного факультету КНУ ім. Т.Шевченка Олеся Донія провести дебати від імені Українського культурологічного клубу на історичному факультеті по «чорних сторінках української історії», зокрема по темі Голодомору, що призвело до скандалу в КНУ.
У 1988—1990 рр. — член Всеукраїнської координаційної ради Української Гельсінської спілки.
Учасник І з'їзду Народного Руху (Київська область). У 1989—1990 — у керівних органах Народного Руху України та Української республіканської партії.
Від 1991 р. — співзасновник та член керівництва профспілки журналістів України «Незалежність».
Від 1994 р. — президент Українського медіа-клубу.
Був членом Товариства української мови імені Тараса Шевченка, товариства «Меморіал», Комітету підтримки Литви.

## Журналістська діяльність
У 1988—1990 рр. — спеціальний кореспондент газети «Атмода» (Рига).
1989 р. заснував першу масову непідцензурну газету Києва — «Голос відродження».
Від 1989 р. — політичний оглядач «Радіо Свобода».
Від 1992 р. — засновник і генеральний директор першої в Україні недержавної інформаційної агенції «Республіка» (УНІАР)
У 1993—1994 рр. працював сценаристом на студії «Укртелефільм». Автор циклу передач «Погляд ззовні», «Новини УНІАР».
У 1993—1995 рр. — продюсер, редактор та автор тижневої аналітичної телепередачі «Десятка».
У 1993—1994 рр. — автор циклу телепередач «Погляд ззовні».
Від 1999 р. — ведучий телепрограми «Доброї ночі, Україно!» (ТРК «Ера»).
Стажувався в США (1994) та Канаді (1996).

## Нагороди
- Орден «За мужність» І ступеня (18 листопада 2009, посмертно) — за визначний особистий внесок у відстоювання національної ідеї, становлення і розвиток Української незалежної держави та активну політичну і громадську діяльність[2]

## Вшанування пам'яті
У 2020 році в Києві на честь Сергія Набоки було названо одну із площ міста.
18 січня 2024 року Київська міська рада вулицю Бажова перейменувала на вулицю Сергія Набоки.